# Błonie
Błonie este un oraș în Polonia.